# 너의 세계
"너의 세계"(Your World)는 한국에서 제작된 서재경 감독의 2008년 드라마, 멜로/로맨스 영화이다. 이선정 등이 주연으로 출연하였고 신윤재 등이 제작에 참여하였다.

## 출연

### 주연
- 이선정
- 염순식
- 김영철

## 기타
- 조명: 김기문
- 조연출: 최문영 3
- 동시녹음: 이태균
- 믹싱: 김남용
- 미술: 이유빈 2